# 46e régiment de marche
Pour les articles homonymes, voir 46e régiment.
Le 46e régiment d'infanterie de marche (ou 46e régiment de marche) est un régiment d'infanterie français, qui a participé à la guerre franco-allemande de 1870 et à la campagne de 1871 à l'intérieur.

## Création et différentes dénominations
- octobre 1870 : formation du 46e régiment d'infanterie de marche (complète le 6 novembre 1870)
- septembre-octobre 1871 : fusion dans le 46e régiment d'infanterie de ligne

## Chefs de corps
- octobre 1870 : lieutenant-colonel Sautereau
- 31 octobre 1870 : lieutenant-colonel Rénier[1],[2]
- 4 janvier 1871 : lieutenant-colonel Goetschy[3],[4]

## Historique
Le 46e régiment de marche est formé au Mans à partir de la fin octobre 1870. Il est rassemblé le 6 novembre 1870 au camp de Pontlieue, à trois bataillons de six compagnies,,.
Envoyé à l'armée de la Loire, le 46e de marche est, à partir du 19 novembre, affecté à la 2e brigade de la 3e division du 17e corps d'armée,. Il se positionne devant Patay le 2 décembre 1870 lors à la bataille de Loigny mais ne combat pas. Il engagé à la bataille du Mans le 11 janvier 1871.
Après l'arrêt des combats contre les Prussiens, le 46e de marche rejoint en mars 1871 la division Barry rassemblée face aux troubles à Paris. Le 19 mars, il est rattaché à la 2e division de l'armée de Versailles puis à partir du 6 avril à la 2e division du 2e corps de la 2e armée de Versailles. Il participe à la semaine sanglante.
Le 46e régiment d'infanterie de marche fusionne en septembre ou octobre 1871 dans le 46e régiment d'infanterie de ligne,.